# Copa do Nordeste 2014
Die Copa do Nordeste 2014 war die elfte Austragung der Copa do Nordeste, eines regionalen Fußballpokalwettbewerbs in Brasilien, der vom nationalen Fußballverband CBF organisiert wurde. Es startete am 17. Januar und endete am 9. April 2014.

## Modus
Das Turnier wurde zunächst in einer Gruppenphase zu je vier Klubs mit Hin- und Rückspiel ausgetragen. Die 16 Teilnehmer trafen in vier Gruppen zu je vier Klubs aufeinander. Die jeweiligen zwei Gruppenbesten zogen in die zweite Runde ein. Diese wurde im Pokalmodus ab einem Viertelfinale ebenfalls in Hin- und Rückspielen bis zu den Finals ausgespielt.

## Teilnehmer
Die 16 Teilnehmer kamen aus den Bundesstaaten Alagoas, Bahia, Ceará, Paraíba, Pernambuco, Rio Grande do Norte und Sergipe.
Die Teilnehmer waren:
| Bundesstaat         | Klub                      | Qualifizierung                      |
| ------------------- | ------------------------- | ----------------------------------- |
| Alagoas             | CS Alagoano               | 2. Staatsmeister 2013               |
| Alagoas             | Clube de Regatas Brasil   | Staatsmeister 2013                  |
| Bahia               | EC Bahia                  | 2. Staatsmeister 2013               |
| Bahia               | ECPP Vitória da Conquista | Vorrunden Bester Staatsmeister 2013 |
| Bahia               | EC Vitória                | Staatsmeister 2013                  |
| Ceará               | Ceará SC                  | Staatsmeister 2013                  |
| Ceará               | Guarany SC                | 2. Staatsmeister 2013               |
| Paraíba             | Botafogo FC (PB)          | Staatsmeister 2013                  |
| Paraíba             | FC Treze                  | 2. Staatsmeister 2013               |
| Pernambuco          | Náutico Capibaribe        | 3. Staatsmeister 2013               |
| Pernambuco          | Santa Cruz FC             | Staatsmeister 2013                  |
| Pernambuco          | Sport Recife              | 2. Staatsmeister 2013               |
| Rio Grande do Norte | América FC (RN)           | 2. Staatsmeister 2013               |
| Rio Grande do Norte | ACD Potiguar              | Staatsmeister 2013                  |
| Sergipe             | AD Confiança *            | 3. Staatsmeister 2013               |
| Sergipe             | CS Sergipe                | Staatsmeister 2013                  |

## Gruppenphase
Für die Zuordnung der Teilnehmer zu den Gruppen wurden vier Lostöpfe gebildet. Die Teilnehmer wurden in der Reihenfolge ihres Rankings beim CBF zugeordnet.
| Topf A            | Topf B                       | Topf C            | Topf D                         |
| ----------------- | ---------------------------- | ----------------- | ------------------------------ |
| EC Vitória (15)   | Náutico Capibaribe (22)      | FC Treze (58)     | ECPP Vitória da Conquista (98) |
| EC Bahia (17)     | América FC (RN) (39)         | Guarany SC (67)   | Botafogo FC (PB) (122)         |
| Ceará SC (22)     | Santa Cruz FC (48)           | CS Alagoano (71)  | ACD Potiguar (128)             |
| Sport Recife (24) | Clube de Regatas Brasil (50) | AD Confiança (83) | CS Sergipe (164)               |

### Gruppe A
| Pl. | Verein          | Sp. | S | U | N | Tore    | Diff. | Punkte |
| --- | --------------- | --- | - | - | - | ------- | ----- | ------ |
| 1.  | América FC (RN) | 6   | 3 | 3 | 0 | 010:200 | +8    | 12     |
| 2.  | EC Vitória      | 6   | 3 | 2 | 1 | 012:800 | +4    | 11     |
| 3.  | CS Sergipe      | 6   | 1 | 3 | 2 | 008:140 | −6    | 06     |
| 4.  | AD Confiança    | 6   | 0 | 2 | 4 | 006:120 | −6    | 02     |

| Datum      |           | Ergebnis  |           | Stadion           |
| ---------- | --------- | --------- | --------- | ----------------- |
| 18. Januar | Sergipe   | 2:1 (0:0) | Confiança | Presidente Médici |
| 19. Januar | Vitória   | 0:3 (0:2) | América   | Barradão          |
| 22. Januar | Confiança | 1:3 (1:1) | Vitória   | Fernando França   |
| 23. Januar | América   | 3:0 (1:0) | Sergipe   | Nazarenão         |
| 26. Januar | Sergipe   | 2:2 (1:1) | Vitória   | Fernando França   |
| 26. Januar | América   | 2:0 (0:0) | Confiança | Arena das Dunas   |
| 29. Januar | Confiança | 1:1 (0:0) | América   | Fernando França   |
| 29. Januar | Vitória   | 5:1 (1:1) | Sergipe   | Pituaçu           |
| 1. Februar | Vitória   | 2:1 (1:0) | Confiança | Pituaçu           |
| 1. Februar | Sergipe   | 1:1 (1:0) | América   | Fernando França   |
| 6. Februar | Confiança | 2:2 (1:1) | Sergipe   | Presidente Médici |
| 5. Februar | América   | 0:0       | Vitória   | Arena das Dunas   |

### Gruppe B
| Pl. | Verein                    | Sp. | S | U | N | Tore    | Diff. | Punkte |
| --- | ------------------------- | --- | - | - | - | ------- | ----- | ------ |
| 1.  | CS Alagoano               | 6   | 3 | 2 | 1 | 010:600 | +4    | 11     |
| 2.  | Santa Cruz FC             | 6   | 3 | 2 | 1 | 008:600 | +2    | 11     |
| 3.  | EC Bahia                  | 6   | 3 | 1 | 2 | 007:800 | −1    | 10     |
| 4.  | ECPP Vitória da Conquista | 6   | 0 | 1 | 5 | 006:110 | −5    | 01     |

| Datum      |                   | Ergebnis  |                   | Stadion           |
| ---------- | ----------------- | --------- | ----------------- | ----------------- |
| 18. Januar | Santa Cruz        | 3:2 (2:1) | Vitória Conquista | Lacerdão          |
| 19. Januar | CSA               | 4:1 (3:0) | Bahia             | Trapichão         |
| 22. Januar | Vitória Conquista | 2:2 (1:0) | CSA               | Lomanto Júnior    |
| 22. Januar | Bahia             | 1:1 (1:0) | Santa Cruz        | Fonte Nova        |
| 25. Januar | Santa Cruz        | 0:1 (0:0) | CSA               | Lacerdão          |
| 25. Januar | Bahia             | 1:0 (0:0) | Vitória Conquista | Fonte Nova        |
| 29. Januar | Vitória Conquista | 1:2 (1:0) | Bahia             | Lomanto Júnior    |
| 30. Januar | CSA               | 1:1 (0:1) | Santa Cruz        | Trapichão         |
| 2. Februar | Santa Cruz        | 2:1 (1:0) | Bahia             | Lacerdão          |
| 2. Februar | CSA               | 2:1 (0:0) | Vitória Conquista | Lacerdão (10.257) |
| 5. Februar | Bahia             | 1:0 (1:0) | CSA               | Fonte Nova        |
| 5. Februar | Vitória Conquista | 0:1 (0:0) | Santa Cruz        | Lomanto Júnior    |

### Gruppe C
| Pl. | Verein                  | Sp. | S | U | N | Tore    | Diff. | Punkte |
| --- | ----------------------- | --- | - | - | - | ------- | ----- | ------ |
| 1.  | Ceará SC                | 6   | 3 | 2 | 1 | 010:400 | +6    | 11     |
| 2.  | Clube de Regatas Brasil | 6   | 3 | 1 | 2 | 007:100 | −3    | 10     |
| 3.  | ACD Potiguar            | 6   | 2 | 3 | 1 | 008:700 | +1    | 09     |
| 4.  | FC Treze                | 6   | 1 | 0 | 5 | 005:900 | −4    | 03     |

| Datum      |          | Ergebnis  |          | Stadion           |
| ---------- | -------- | --------- | -------- | ----------------- |
| 17. Januar | Potiguar | 2:1 (0:0) | Treze    | Nogueirão         |
| 20. Januar | Ceará    | 5:0 (1:0) | CRB      | Castelão          |
| 21. Januar | CRB      | 1:1 (1:1) | Potiguar | Gerson Amaral     |
| 22. Januar | Treze    | 0:1 (0:0) | Ceará    | Presidente Vargas |
| 24. Januar | Ceará    | 1:1 (0:1) | Potiguar | Castelão          |
| 25. Januar | CRB      | 2:1 (0:0) | Treze    | Gerson Amaral     |
| 29. Januar | Potiguar | 1:1 (0:1) | Ceará    | Nogueirão         |
| 30. Januar | Treze    | 2:0 (0:0) | CRB      | Presidente Vargas |
| 2. Februar | Ceará    | 2:0 (0:0) | Treze    | Castelão          |
| 2. Februar | Potiguar | 1:2 (0:0) | CRB      | Nogueirão         |
| 5. Februar | Treze    | 1:2 (1:0) | Potiguar | Presidente Vargas |
| 5. Februar | CRB      | 2:0 (2:0) | Ceará    | Gerson Amaral     |

### Gruppe D
| Pl. | Verein             | Sp. | S | U | N | Tore    | Diff. | Punkte |
| --- | ------------------ | --- | - | - | - | ------- | ----- | ------ |
| 1.  | Guarany SC         | 6   | 2 | 3 | 1 | 005:400 | +1    | 09     |
| 2.  | Sport Recife       | 6   | 2 | 2 | 2 | 005:300 | +2    | 08     |
| 3.  | Náutico Capibaribe | 6   | 1 | 3 | 2 | 004:700 | −3    | 06     |
| 4.  | Botafogo FC (PB)   | 6   | 2 | 2 | 2 | 005:500 | ±0    | 04 *   |

| Datum      |          | Ergebnis  |          | Stadion          |
| ---------- | -------- | --------- | -------- | ---------------- |
| 19. Januar | Botafogo | 1:1 (1:0) | Sport    | Almeidão         |
| 20. Januar | Náutico  | 1:1 (0:0) | Guarany  | Arena Pernambuco |
| 23. Januar | Guarany  | 2:1 (1:1) | Botafogo | Junco            |
| 23. Januar | Sport    | 0:1 (0:1) | Náutico  | Ilha do Retiro   |
| 26. Januar | Sport    | 0:0       | Guarany  | Ilha do Retiro   |
| 29. Januar | Guarany  | 1:0 (0:0) | Sport    | Junco            |
| 30. Januar | Náutico  | 0:1 (0:1) | Botafogo | Arena Pernambuco |
| 2. Februar | Botafogo | 1:0 (0:0) | Guarany  | Almeidão         |
| 2. Februar | Náutico  | 0:3 (0:1) | Sport    | Arena Pernambuco |
| 4. Februar | Botafogo | 1:1 (0:0) | Náutico  | Almeidão         |
| 6. Februar | Sport    | 1:0 (0:0) | Botafogo | Ilha do Retiro   |
| 6. Februar | Guarany  | 1:1 (1:1) | Náutico  | Junco            |

## Finalrunde

### Turnierplan
|  | Viertelfinale       | Viertelfinale | Viertelfinale | Viertelfinale | Viertelfinale |                     |              | Halbfinale | Halbfinale | Halbfinale | Halbfinale | Halbfinale |  |  | Finale | Finale | Finale | Finale | Finale |
|  |                     |               |               |               |               |                     |              |            |            |            |            |            |  |  |        |        |        |        |        |
|  | Rio Grande do Norte | América       | 0             | 4             | 4             |                     |              |            |            |            |            |            |  |  |        |        |        |        |        |
|  | Alagoas             | CRB           | 2             | 0             | 2             |                     |              |            |            |            |            |            |  |  |        |        |        |        |        |
|  | Alagoas             | CRB           | 2             | 0             | 2             | Rio Grande do Norte | América      | 0          | 2          | 2          |            |            |  |  |        |        |        |        |        |
|  |                     |               |               |               |               | Rio Grande do Norte | América      | 0          | 2          | 2          |            |            |  |  |        |        |        |        |        |
|  |                     | Ceará         | Ceará         | 4             | 0             | 4                   |              |            |            |            |            |            |  |  |        |        |        |        |        |
|  | Ceará               | Ceará         | Ceará         | 4             | 0             | 4                   | Ceará        | 1          | 5          | 6          |            |            |  |  |        |        |        |        |        |
|  | Ceará               |               |               |               |               |                     | Ceará        | 1          | 5          | 6          |            |            |  |  |        |        |        |        |        |
|  | Bahia               | Vitória       | 1             | 1             | 2             |                     |              |            |            |            |            |            |  |  |        |        |        |        |        |
|  |                     |               |               |               |               |                     | Ceará        | Ceará      | 0          | 1          | 1          |            |  |  |        |        |        |        |        |
|  |                     | Pernambuco    | Sport Recife  | 2             | 1             | 3                   |              |            |            |            |            |            |  |  |        |        |        |        |        |
|  | Alagoas             | CSA           | 0             | 1             | 1             |                     |              |            |            |            |            |            |  |  |        |        |        |        |        |
|  | Pernambuco          | Sport Recife  | 2             | 0             | 2             |                     |              |            |            |            |            |            |  |  |        |        |        |        |        |
|  | Pernambuco          | Sport Recife  | 2             | 0             | 2             | Pernambuco          | Sport Recife | 2          | 2          | 4          |            |            |  |  |        |        |        |        |        |
|  |                     |               |               |               |               | Pernambuco          | Sport Recife | 2          | 2          | 4          |            |            |  |  |        |        |        |        |        |
|  |                     | Pernambuco    | Santa Cruz    | 0             | 1             | 1                   |              |            |            |            |            |            |  |  |        |        |        |        |        |
|  | Ceará               | Pernambuco    | Santa Cruz    | 0             | 1             | 1                   | Guarany      | 0          | 0          | 0          |            |            |  |  |        |        |        |        |        |
|  | Ceará               |               |               |               |               |                     | Guarany      | 0          | 0          | 0          |            |            |  |  |        |        |        |        |        |
|  | Pernambuco          | Santa Cruz    | 3             | 1             | 4             |                     |              |            |            |            |            |            |  |  |        |        |        |        |        |

### Viertelfinale
| Datum       |               | Ergebnis  |               | Stadion (Zuschauer) |
| ----------- | ------------- | --------- | ------------- | ------------------- |
| 15. Februar | Santa Cruz FC | 3:0 (1:0) | Guarany SC    | Arrudão (13.446)    |
| 26. Februar | Guarany SC    | 0:1 (0:0) | Santa Cruz FC | Junco (1.445)       |
| Gesamt:     | Santa Cruz FC | 4:0       | Guarany SC    | (14.891)            |

| Datum       |                         | Ergebnis  |                         | Stadion (Zuschauer)     |
| ----------- | ----------------------- | --------- | ----------------------- | ----------------------- |
| 15. Februar | Clube de Regatas Brasil | 2:0 (0:0) | América FC (RN)         | Trapichão (8.026)       |
| 27. Februar | América FC (RN)         | 4:0 (1:0) | Clube de Regatas Brasil | Arena das Dunas (7.787) |
| Gesamt:     | Clube de Regatas Brasil | 2:4       | América FC (RN)         | (15.813)                |

| Datum       |              | Ergebnis  |              | Stadion (Zuschauer)   |
| ----------- | ------------ | --------- | ------------ | --------------------- |
| 16. Februar | Sport Recife | 2:0 (1:0) | CS Alagoano  | Ilha do Retiro (ohne) |
| 25. Februar | CS Alagoano  | 1:0 (1:0) | Sport Recife | Trapichão (6.736)     |
| Gesamt:     | Sport Recife | 2:1       | CS Alagoano  | (6.736)               |

| Datum       |            | Ergebnis  |            | Stadion (Zuschauer)        |
| ----------- | ---------- | --------- | ---------- | -------------------------- |
| 16. Februar | EC Vitória | 1:1 (0:0) | Ceará SC   | Pituaçu (14.245)           |
| 27. Februar | Ceará SC   | 5:1 (2:1) | EC Vitória | Presidente Vargas (11.907) |
| Gesamt:     | EC Vitória | 2:5       | Ceará SC   | (26.152)                   |

### Halbfinale
| Datum    |                 | Ergebnis  |                 | Stadion (Zuschauer)     |
| -------- | --------------- | --------- | --------------- | ----------------------- |
| 12. März | Ceará SC        | 4:0 (2:0) | América FC (RN) | Castelão (14.565)       |
| 20. März | América FC (RN) | 2:0 (2:0) | Ceará SC        | Arena das Dunas (5.425) |
| Gesamt:  | Ceará SC        | 4:2       | América FC (RN) | (14.565)                |

| Datum    |               | Ergebnis  |               | Stadion (Zuschauer)     |
| -------- | ------------- | --------- | ------------- | ----------------------- |
| 12. März | Sport Recife  | 2:0 (1:0) | Santa Cruz FC | Ilha do Retiro (10.326) |
| 19. März | Santa Cruz FC | 1:2 (0:1) | Sport Recife  | Arrudão (15.501)        |
| Gesamt:  | Sport Recife  | 4:1       | Santa Cruz FC | (10.326)                |

### Finale

#### Hinspiel
| Sport Recife                                              | Sport Recife | Ceará SC | Ceará SC |
| --------------------------------------------------------- | --- | --- | -------- |
| Sport Recife                                              | \| 2. April 2014 in Recife (Ilha do Retiro) \| \| Ergebnis: 2:0 (1:0) \| \| Zuschauer: 25.545 \| \| Schiedsrichter: Cláudio Francisco Lima e Silva ( Sergipe) \| | \| 2. April 2014 in Recife (Ilha do Retiro) \| \| Ergebnis: 2:0 (1:0) \| \| Zuschauer: 25.545 \| \| Schiedsrichter: Cláudio Francisco Lima e Silva ( Sergipe) \| | Ceará SC |
| Sport Recife                                              | Magrão – Patric, Ferron, Durval, Renê – Ewerton Páscoa, Rodrigo Mancha, Aílton 73., Ananias 84. – Érico Júnior 73., Neto Baiano Reserve Saulo, Danilo 68., Oswaldo, Wendel, Ronaldo, Joelinton, Robert Flores, Francisco Rithely 73., Sandrinho 84. Cheftrainer: Eduardo Baptista | Luís Carlos – Samuel Xavier, Anderson, Sandro 75., Vicente – João Marcos, Ricardinho, Souza 81., Rogerinho – Magno Alves 70., Bill Reserve Jailson, Marcos Martins, Hélder, Gabriel Santos 75., Michel 81., Amaral, Tadeu, Assisinho 70., Robério Cheftrainer: Sérgio Soares | Ceará SC |
| Sport Recife                                              | 1:0 Neto Baiano (11.) 2:0 Danilo (86.) | | Ceará SC |
| Sport Recife                                              | Renê (42.), Ferron (45.), Danilo (87.) | Bill (35.), João Marcos (39.) | Ceará SC |
| Sport Recife                                              | João Marcos (79.) | | Ceará SC |
| 2. April 2014 in Recife (Ilha do Retiro)                  | | |          |
| Ergebnis: 2:0 (1:0)                                       | | |          |
| Zuschauer: 25.545                                         | | |          |
| Schiedsrichter: Cláudio Francisco Lima e Silva ( Sergipe) | | |          |

#### Rückspiel
| Ceará SC                                        | Ceará SC | Sport Recife | Sport Recife |
| ----------------------------------------------- | --- | --- | ------------ |
| Ceará SC                                        | \| 9. April 2014 in Fortaleza (Castelão) \| \| Ergebnis: 1:1 (1:0) \| \| Zuschauer: 61.240 \| \| Schiedsrichter: Jailson Macêdo Freitas ( Bahia) \| | \| 9. April 2014 in Fortaleza (Castelão) \| \| Ergebnis: 1:1 (1:0) \| \| Zuschauer: 61.240 \| \| Schiedsrichter: Jailson Macêdo Freitas ( Bahia) \| | Sport Recife |
| Ceará SC                                        | Luís Carlos – Samuel Xavier, Anderson, Sandro, Vicente – Amaral, Ricardinho 80., Souza 61., Assisinho 75. – Magno Alves, Bill Reserve Jailson, Marcos Martins, Diego Ivo, Hélder, Gabriel Santos, Michel, Gabriel Ceará, Leandro Brasília 75., Rogerinho 80., Tadeu 61., Robério Cheftrainer: Sérgio Soares | Magrão – Patric, Ferron, Durval, Renê – Ewerton Páscoa 68., Rodrigo Mancha, Wendel 46., Aílton – Felipe Azevedo 46., Neto Baiano Reserve Saulo, Igor 46., Oswaldo 81., Ronaldo, Robert Flores, Francisco Rithely 68., Érico Júnior, Joelinton, Sandrinho Cheftrainer: Eduardo Baptista | Sport Recife |
| Ceará SC                                        | 1:0 Magno Alves (42.) | 1:1 Neto Baiano (52., Elfmeter) | Sport Recife |
| Ceará SC                                        | Leandro Brasília (87.) | Neto Baiano (49.), Magrão (76.) | Sport Recife |
| 9. April 2014 in Fortaleza (Castelão)           | | |              |
| Ergebnis: 1:1 (1:0)                             | | |              |
| Zuschauer: 61.240                               | | |              |
| Schiedsrichter: Jailson Macêdo Freitas ( Bahia) | | |              |

## Torschützenliste
| Pl. | Nat.        | Spieler     | Klub         | Tore |
| --- | ----------- | ----------- | ------------ | ---- |
| 1   | Brasilianer | Magno Alves | Ceará SC     | 8    |
| 2   | Brasilianer | Neto Baiano | Sport Recife | 6    |
| 3   | Brasilianer | Bill        | Ceará SC     | 4    |
|     | Brasilianer | Denílson    | CRB          | 4    |
|     | Brasilianer | Josimar     | CSA          | 4    |